# Цибона (баскетбольный клуб)
«Цибона» (Cibona) — хорватский баскетбольный клуб из города Загреб. Выступает в Адриатической лиге и чемпионате Хорватии.

## Титулы
- Кубок чемпионов: 1985, 1986
- Кубок обладателей кубков: 1982, 1987
- Кубок Корача: 1972
- Чемпион Хорватии (20): 1992, 1993, 1994, 1995, 1996, 1997, 1998, 1999, 2000, 2001, 2002, 2004, 2006, 2007, 2009, 2010, 2012, 2013, 2019, 2022
- Адриатическая лига: 2014
- Кубок Хорватии (6): 1995, 1996, 1999, 2001, 2002, 2009, 2013
- Чемпион Югославии: 1982, 1984, 1985
- Кубок Югославии (8): 1969, 1980, 1981, 1982, 1983, 1985, 1986, 1988

## Сезоны
| Сезон   | Лига | Уровень | Рег. Чемп. | Плей-офф | Регион        | Еврокубки                       |
| ------- | ---- | ------- | ---------- | -------- | ------------- | ------------------------------- |
| 2012-13 | А1   | 1       | 1          | Чемпион  | 11-е место АЛ | Гр.этап Еврокубка               |
| 2013-14 | А1   | 1       | 2          | Финалист | Чемпион АЛ    | Гр.этап Еврокубка               |
| 2014-15 | А1   | 1       | 2          | Финалист | 11-е место АЛ | -                               |
| 2015-16 | А1   | 1       | -          | -        | -             | Четвертьфинал Кубка ФИБА Европа |